# 穆永吉
穆永吉（1932年2月—2017年12月21日），男，回族，甘肃天水人，中华人民共和国政治人物，曾任甘肃省政协秘书长，甘肃省人民政府副省长，甘肃省人大常委会副主任，第九届全国政协委员。